# Dorylaimus tepidus
Dorylaimus tepidus är en rundmaskart. Dorylaimus tepidus ingår i släktet Dorylaimus och familjen Dorylaimidae. Inga underarter finns listade i Catalogue of Life.